# Duan Xiuquan
Duan Xiuquan, född 3 april 1967, är en friidrottare från Kina. Han deltog vid olympiska sommarspelen 1988.